# Молитва верных
Молитва верных (лат. Oratio fidelium), Всеобщая молитва (лат. Oratio universalis) в западных литургических обрядах — один из элементов литургии, завершающий Литургию Слова. В ординарном чине мессы следует непосредственно за провозглашением Символа веры (Credo) и перед офферторием. В византийских литургиях (Василия Великого, Иоанна Златоуста и Преждеосвященных даров) первой и второй молитвами верных называются фиксированные «Тайные молитвы» епископа (или пресвитера), открывающие последование литургии верных.

## Римский обряд

### Состав
Молитва верных состоит из введения, читаемого священником; серии молитвенных прошений, которые произносит диакон, чтец или министрант, на которые народ отвечает молитвенными возглашениями («услышь нас, Господи»), и завершающей молитвы священника.
Общее наставление к римскому миссалу говорит:
Подобает, чтобы эта молитва обычно читалась на тех Мессах, на которых присутствует народ, и чтобы в ней высказывались моления о святой Церкви, о власть предержащих, о людях, находящихся в различных нуждах, а также обо всех людях и о спасении всего мира.
Точный текст молитвы верных не определён, в миссале приведено лишь несколько образцов, которые могут служить примерами молитвы верных. В епископских конференциях разных стран и монашеских орденах существуют свои сборники молитв верных для разных литургических периодов. Миссал рекомендует только последовательность молитвенных прошений:
- о нуждах Церкви
- об управляющих мирскими делами и о спасении всего мира
- об испытывающих различные тяготы
- о местной общине

В амвросианском обряде идёт между приветствием мира и молитвой над синдоном.

### История
В раннем богослужении Западной церкви присутствовала традиция сопровождать чтение Писания молитвенными прошениями. Первоначально эти воззвания могли совершать только крещёные (отсюда название), но с IV века к чтению молитвы допущены также катехумены. С VI века молитвенные прошения Римской литургии постепенно перемещаются в начальные обряды, туда где сейчас находится молитва Kyrie eleison, впоследствии вообще исчезают.
После литургической реформы второго Ватиканского собора молитва верных в Римской литургии была восстановлена. Конституция собора Sacrosanctum Concilium провозгласила:
Надлежит восстановить «всеобщую молитву», или «молитву верных», после Евангелия и проповеди, особенно по воскресеньям и по предписанным праздникам, дабы при участии народа возносились молебствия за святую Церковь, за тех, кто нами правит, будучи облечён властью, за обременённых различными нуждами, за всех людей и за спасение всего мира.

## Византийский обряд
В византийском обряде молитвами верных (первой и второй) называются 2 первых молитвы литургии верных. Они читаются между отпустом оглашенных («оглашенные, изыдите!») и Херувимской песнью. В современной практике Русской православной церкви эти молитвы читаются тайно епископом (или пресвитером) в алтаре (диакон в это время произносит две ектении), а вслух народа возглашаются лишь заключительные доксологии. Ряд литургистов XX века обращает внимание на то, что эти молитвы подчёркивают соборный характер евхаристической молитвы, везде предстоятель обращается к Богу от лица всех верных («мы», «наши»), настаивая на единодушном совершении евхаристии всей полнотой Церкви. Вопрос о том, читались ли в древности эти молитвы вслух народа полностью, остаётся дискуссионным.
Далее в таблице приведены тексты первой и второй молитв верных трёх византийских литургий, жирным выделены возгласы епископа (или пресвитера).
| Порядковый номер | Литургия Иоанна Златоуста | Литургия Василия Великого | Литургия Преждеосвященных даров |
| ---------------- | --- | --- | --- |
| Первая           | Благодарим Тя, Господи Боже Сил, сподобившаго нас предстати и ныне святому Твоему жертвеннику, и припасти ко щедротам Твоим о наших гресех и о людских неведениих. Приими, Боже, моление наше, сотвори ны достойны быти, еже приносити Тебе моления и мольбы, и жертвы безкровныя о всех людех Твоих. И удовли нас, ихже положил еси в службу Твою сию, силою Духа Твоего Святаго, неосужденно и непреткновенно в чистем свидетельстве совести нашея, призывати Тя на всякое время и место. Да послушая нас, милостив нам будеши, во множестве Твоея благости. Яко подобает Тебе всякая слава, честь и поклонение, Отцу, и Сыну, и Святому Духу, ныне и присно, и во веки веков. | Ты, Господи, показал еси нам великое сие спасения таинство. Ты сподобил еси нас, смиренных и недостойных раб Твоих, быти служителем святаго Твоего жертвенника. Ты удовли нас, силою святаго Твоего Духа, в службу сию, да неосужденно ставше пред святою славою Твоею, принесем Ти жертву хваления. Ты бо еси действуяй вся во всех. Даждь, Господи, и о наших гресех, и о людских неведениих, приятней быти жертве нашей, и благоприятней пред Тобою. Яко подобает Тебе всякая слава, честь и поклонение, Отцу, и Сыну, и Святому Духу, ныне и присно, и во веки веков. | Боже великий и хвальный, иже животворящею Христа Твоего смертию в нетление нас от тления преставивый, Ты вся наша чувства страстнаго умерщвления свободи, благаго тем владыку внутренний помысл приставив; и око убо да неприобщно будет всякаго лукаваго зрения, слух же словесем праздным невходен, язык же да очистится от глагол неподобных. Очисти же наша устне, хвалящия Тя, Господи; руки наша сотвори злых убо ошаятися деяний, действовати же точию яже Тебе благоугодная, вся наша уды и мысль Твоею утверждая благодатию. Яко подобает Тебе всякая слава, честь и поклонение, Отцу, и Сыну, и Святому Духу, ныне и присно, и во веки веков. |
| Вторая           | Паки и многажды Тебе припадаем, Тебе молимся, Благий и Человеколюбче, яко да призрев на моление наше, очистиши наша души и телеса от всякия скверны плоти и духа, и даси нам неповинное и неосужденное предстояние святаго Твоего жертвенника. Даруй же Боже, и молящимся с нами преспеяние жития и веры и разума духовнаго. Даждь им всегда со страхом и любовию служащим Тебе, неповинно и неосужденно причаститися святых Твоих Таин и Небеснаго Твоего Царствия сподобитися. Яко да под державою Твоею всегда храними, Тебе славу возсылаем, Отцу, и Сыну, и Святому Духу, ныне и присно, и во веки веков.                                                                   | Боже, посетивый в милости и щедротах смирение наше, поставивый нас смиренных и грешных и недостойных раб Твоих пред святою славою Твоею, служити святому жертвеннику Твоему. Ты укрепи нас силою Святаго Твоего Духа в службу сию, и даждь нам слово во отверзение уст наших, во еже призывати благодать Святаго Твоего Духа на хотящия предложитися Дары. Яко да под державою Твоею всегда храними, Тебе славу возсылаем, Отцу, и Сыну, и Святому Духу, ныне и присно, и во веки веков.                                                                                  | Владыко святый, преблагий, молим Тя, в милости богатаго, милостива быти нам, грешным, и достойны нас сотвори подъятия Единороднаго Твоего Сына и Бога нашего, Царя Славы. Се бо пречистое Его Тело и животворящая Кровь, в настоящий час входящия, на тайней сей предложитися имут трапезе, от множества Воинства небеснаго невидимо дориносима. Ихже причастие неосужденно нам даруй, да теми мысленным оком озаряеми, сынове света и дне будем. По дару Христа Твоего, с Нимже благословен еси, со Пресвятым и благим и животворящим Твоим Духом, ныне и присно, и во веки веков.                                                                     |